# Klooster Hoogcruts
Le Klooster Hoogcruts est un ancien monastère, situé dans le hameau de Hoogcruts, dans la commune néerlandaise d'Eijsden-Margraten. Jusqu'à la redistribution municipale de 1982, le monastère était situé à la frontière municipale avec une partie dans la municipalité de Noorbeek et une partie dans la municipalité de Slenaken ; il est de nos jours entièrement dans la municipalité d'Eijsden-Margraten. Le monastère, qui a été lourdement endommagé lors d'un incendie en 1979 et la ferme qui lui appartient, sont des monuments nationaux.

## Histoire

### Fondation
La plus ancienne mention du monastère de Hoogcruts remonte à 1686 et se réfère à une messe qui a eu lieu sur place en 1428 dans " de Capelle van het Heylich Cruyts, d’welck tegenwoordigh is het Clooster". Selon la tradition, le monastère a pris naissance dans un miracle quand un berger a vu une croix entre les buissons épineux. Cette vision était si impressionnante que même les moutons tombaient à genoux. Les résidents locaux ont décidé d'établir une chapelle pour commémorer ces événements[Pas dans la source].
La chapelle fut transformée en couvent selon un document daté du 24 mars 1496. Le nouveau prieuré fut installé "sub vocabulo Sanctae Crucis à Montis Calvariae". Il est devenu un couvent de l'ordre canonial régulier du Saint-Sépulcre, dont les membres sont appelés les Sépulcrins. Gilles de la Croix devint le premier prieur et dès lors les bâtiments monastiques nécessaires furent érigés à la chapelle. La loi comportait également un numerus clausus stipulant que la communauté ne devait pas dépasser plus de 25 moines. Ce nombre n'a jamais été atteint avant la Révolution Française.

### Déclin et floraison;École latine[pasclair]
En 1568 le monastère a été pillé par les troupes de Guillaume le Taciturne. Le couvent a également servi de lieu de rencontre pour les États des Pays d'Outremeuse y inclus le Duché de Limbourg. Les troupes d'Alexandre Farnèse, duc de Parme ont incendié le monastère en représailles en 1579 parce que l'assemblée des États n'était pas fidèle aux Espagnols,. Le complexe fut restauré, mais au début du XVIIe siècle il n'y avait que deux chanoines. Sur l'initiative de Jan van Bronkhorst, comte de Gronsveld, une tentative fut faite en 1603 d'incorporer le monastère aux jésuites d'Aix-la-Chapelle. Les Sépulcrins, cependant, ont résisté avec succès et le 6 décembre 1606, ils ont ouvert une école latine avec internat dans le monastère. En 1625, ils vendent leur chapelle à Aix-la-Chapelle, la chapelle Saint-Léonard, aux Chanoinesses régulières du Saint-Sépulcre de Visé, qui y ont également fondé une école latine. De cette manière la chapelle pouvait rester dans les possessions de l'Ordre.
En 1655, la chapelle du Saint-Sépulcre à Kanne fut ajouté à la possession du monastère et le fondateur de la chapelle, Herman Jekermans, entra en tant que chanoine. Ici aussi une école latine a été ouverte. Ils enseignaient les humanités, la bonne morale, les langues latine, française, flamande et allemande. Dans la première moitié du XVIIIe siècle, l'école de Hoogcruts comptait plus de 40 élèves à l'internat pendant plusieurs années scolaires. Les écoles ont fourni pendant presque deux siècles le besoin d'éducation jusqu'à ce que le monastère ait été aboli en 1796 par les troupes de la Révolution française. L'école latine à Aix-la-Chapelle a survécu à cette époque et existe toujours à ce jour.

### La fermeture du monastère
En 1770, Cornelius Creischer de Montzen, fut élu comme prieur. Il serait finalement le dernier prieur. Pendant sa période, des réparations à grande échelle des bâtiments monastiques furent effectuées et la chapelle fut rénovée. L'orgue de l'église, construit par Guillaume Robustelly, fut rénové aussi. Selon le chronogramme sur le tympan au-dessus de l'entrée publique ouest, l'église fut achevée en 1785: Deo optiMo tItVLo CrVCIs InVentae eXIsto.
En 1796, à l'arrivée des Français, le monastère fut fermé. Les chanoines entreprirent diverses tentatives pour racheter les biens monastiques avec l'aide d'intermédiaires. Après une vente publique en 1798, le monastère entra en possession des MM. Bemelmans et Coenegracht, le dernier maire de Maastricht pendant l’Ancien Régime. Cependant, M. Bemelmans est mort peu de temps après l'achat et l'accord pour rendre le monastère aux chanoines n'avait été convenu que verbalement. Le 17 novembre 1803, les chanoines ont dissous la communauté et se sont libérés réciproquement de tous les droits et devoirs concernant le monastère.

### XIXeetXXesiècles: diverses fonctions du bâtiment
Les nouveaux propriétaires transformèrent l'aile est en un manoir et la chapelle en grange. L'orgue de la chapelle s'est finalement retrouvé dans l'église paroissiale d'Eckelrade. Dans la nuit du samedi 17 septembre au dimanche 18 septembre 1870, un incendie se déclara dans l'ancienne chapelle en raison de combustion spontanée des céréales entreposées . Les dommages à la maison ont été restaurés en 1873, et ceux de l'ancienne chapelle en 1879.
En 1904, le manoir fut acheté par des sœurs Dominicaines françaises. Elles avaient quitté Oullins en 1901 à Bissegem près de Courtrai et puis à Hoogcruts à la suite de la politique de sécularisation en France. Avant la reprise en usage, l'ancienne chapelle fut reconstruite en aile de cloître. À cet effet, un mur de séparation a été érigé sur toute la longueur de l'église et des étages ont été installés. Du côté nord du mur, une chapelle fut mise en place, sur les étages et du côté sud des cellules de couvent et des espaces de service. Les sœurs sont retournées en France en 1921.
En 1927, les franciscains, à l'initiative de Regalatus Hazebroek (  ministre provincial 1925-1931 ), ont repris le monastère des dominicaines afin d'y établir une deuxième maison de noviciat. De 1945 à 1951, les bâtiments monastiques abritèrent également des sœurs Clarisses à cause des dégâts de guerre à leur monastère dans le château d'Ammerzoden. Les franciscains ont fermé leur noviciat en 1959 et l'ont déplacé à Alverna . De 1961 à décembre 1964, la maison servait encore de colonie de vacances sous le nom de R.K. Vakantiecentrale Hoogcruts ( Centre de vacances catholique de Hoogcruts ). Ceci sous les auspices du Tiers Ordre ( franciscains laïques ) la sous la direction de son Commissaire Auspicius de Corstanje. La Fondation Paulus de Sittard a créé un institut pour handicapés mentaux en 1965.

### : diverses fonctions du bâtiment

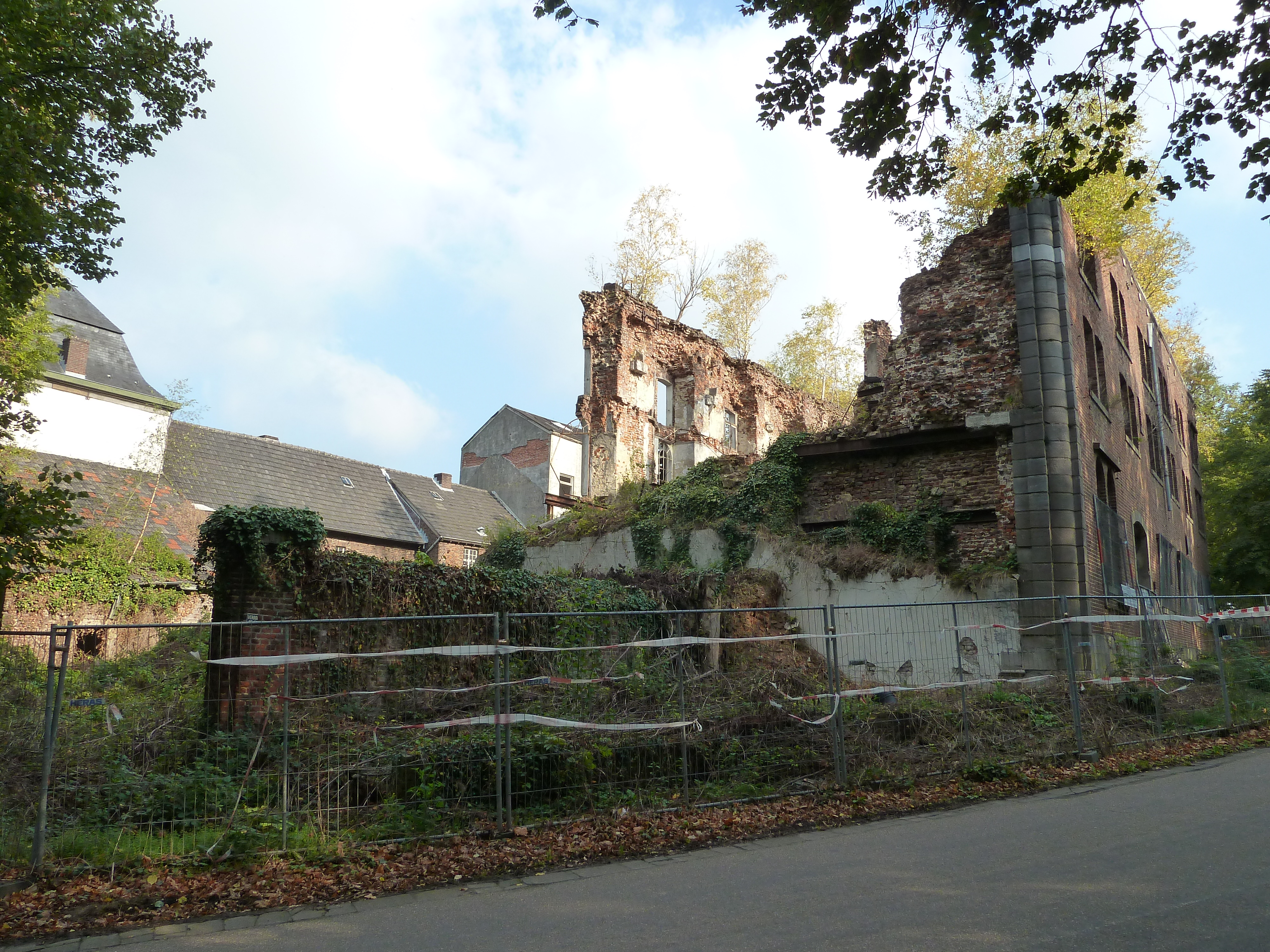
La ruine en 2010

### Le grand incendie et la consolidation
Le 6 septembre 1979, après le départ de la Fondation Paulus, le bâtiment fut à nouveau détruit par le feu. Le propriétaire de l'époque était soupçonné d'incendie criminel. Cela n'a finalement pas pu être prouvé et l'assurance a donc été obligé de le dédommager. Cependant, l'argent n'est pas utilisé pour effectuer les réparations nécessaires et depuis, le complexe est tombé en ruine. Beaucoup de matériaux précieux et d'ornements ont disparu au cours des 35 dernières années. L'emplacement délabré a été fermé en raison du risque d'effondrement. À l'été 2011, la Fondation du  Limburgs Landschap  a acheté la ruine et a commencé à nettoyer les décombres. L'intention est de consolider la ruine et de rendre le parc et le bâtiment accessibles au public.